# ILovePDF
iLovePDF és una empresa de Barcelona nascuda l'any 2010, l'objectiu de la qual és oferir un servei gratuït i accessible per a l'edició i transformació de fitxers PDF. El projecte es va iniciar per una necessitat personal, però anà creixent fins a convertir-se en una comunitat global i un dels llocs web de referència per treballar amb fitxers PDF. El seu fundador és Marco Grossi, enginyer multimèdia italocatalà que va iniciar el projecte quan tenia 25 anys i es dedicava a dissenyar pàgines web com a autònom.